# El Centro, Guanajuato
El Centro är en ort i Mexiko.   Den ligger i kommunen San Francisco del Rincón och delstaten Guanajuato, i den centrala delen av landet, 300 km nordväst om huvudstaden Mexico City. El Centro ligger 1 782 meter över havet och antalet invånare är 357.
Terrängen runt El Centro är en högslätt. Runt El Centro är det tätbefolkat, med 308 invånare per kvadratkilometer. Närmaste större samhälle är San Francisco del Rincón, 9,7 km nordväst om El Centro. I omgivningarna runt El Centro växer huvudsakligen savannskog.